# Amanda Levete
Amanda Jane Levete, née le 17 novembre 1955 à Bridgend, est une architecte britannique.
Elle dirige avec Jan Kaplický de 1989 à 2008 le cabinet d'architecture et de design Future Systems qui reçoit le prix Stirling pour le Lord's Media Centre (en) en 1999. Elle fonde le cabinet Amanda Levete Architects (en) en 2009 et reçoit le Prix Jane Drew en 2018.

## Jeunesse
Amanda Levete naît le 17 novembre 1955 dans une famille à la fibre créative, sa mère est une professeur de danse et son père employé de banque qui aurait voulu être acteur. Elle fait son éducation secondaire au et obtient son certificat général d'éducation secondaire avec seulement des O-Levels (en). De nature rebelle, son école lui demande de ne plus y continuer sa scolarité. Elle suit alors une préparation universitaire (en) au Hammersmith College of Art (en) et des cours du soir à la Isleworth Polytechnic. Elle rentre en 1973 à la Architectural Association School of Architecture de Londres après un entretien d'entrée et y termine ses études en architecture.

## Carrière
Après avoir terminé ses études, elle intègre en tant que stagiaire le cabinet Aslop & Lyall puis est engagée comme architecte chez Yorke Rosenberg Mardall (en). Elle fonde le bureau Powis & Levete avec Geoffrey Powis en 1983, collaboration avec laquelle elle est nommée pour l'exposition 40 under 40 de la RIBA en 1985. Ils y exposent un projet de maison à ossature d'acier sur l'île de Thames Ditton. Elle entre en 1984 au cabinet Richard Rogers Partnership où elle travaille jusqu'en 1989 sous l'architecte Richard Rogers qui reste son « role model ». Cette période est importante pour Levete, car elle rencontre les architectes Jan Kaplický et David Nixon en 1987 et rejoint leur cabinet Future Systems en 1989. En 2008, Kaplický et Levete décide de séparer la société à la suite de leur divorce : Jan Kaplický établit un siège de Future Systems à Prague et Amanda Levete garde le siège de la capitale anglaise. Levete ferme le siège anglais en 2009 pour créer son bureau Amanda Levete Architects et le bureau tchèque se désagrège à la suite du décès de Kaplický le 14 janvier 2009.
Son bureau Amanda Levete Architects gagne en 2011 le concours pour construire une extension au Victoria and Albert Museum: une nouvelle entrée couverte avec une galerie souterraine pour les expositions temporaires.
Elle a enseigné à l'école d'architecture du Birmingham Institute of Art and Design (en).
Elle est trustee de l'organisation artistique Artangel (en) entre 2000 et 2013.
Amanda Levete est trustee puis senior fellow à la Young Foundation.

## Reconnaissance
- 1999 : prix Stirling avec Future Systems pour le Lord's Media Centre.
- 2017 : faite commandeur de l'ordre de l'Empire britannique lors des 2017 Birthday Honours (en) pour ses contributions à l'architecture[1]
- 2018 : prix Jane Drew

## Vie privée
Amanda Levete rencontre Jan Kaplický, un ex-employé de Richard Rogers pour lequel elle travaille, durant un voyage à Prague en 1987. Ils commencent à travailler ensemble en 1989 au bureau Future Systems et se marient en 1991. Ils ont un fils, Josef, le 18 avril 1995 et divorcent en 2006.
Elle se remarie en 2007 avec Ben Evans, le directeur du festival de Design de Londres.

### Articles de presse
- (en) Jeremy Melvin, « ‘I work best with something to push back against’ : Amanda Levete on pushing borders and parameters », Architectural Review,‎ 23 février 2018 (lire en ligne)
- (en) Rowan Moore, « Architect Amanda Levete : ‘We have a responsibility to be radical and sensitive’ », The Guardian,‎ 12 mars 2017 (lire en ligne)
- (en) Edwin Heathcote, « The futuristic London house of architect Amanda Levete », Financial Times,‎ 21 novembre 2014 (lire en ligne, consulté le 6 mars 2018)
- (en) « Amanda Levete : the social networker », Architects' Journal,‎ 26 septembre 2014, p. 18-19 (lire en ligne)
- (en) Catriona Davies, « From London to Lisbon : The woman reshaping skylines across the globe », CNN,‎ 3 avril 2013 (lire en ligne)
- (en) Stuart Jeffries, « The Saturday interview : architect Amanda Levete », The Guardian,‎ 9 avril 2011 (lire en ligne)
- (en) « Out of time : Amanda Levete », Building Design,‎ 1er avril 2011 (lire en ligne [archive du 15 octobre 2015])